# Călinești (gmina Dărmănești)
Călinești – wieś w Rumunii, w okręgu Suczawa, w gminie Dărmănești. W 2011 roku liczyła 571 mieszkańców.